# Мартынов, Иван Васильевич
Ива́н Васи́льевич Марты́нов (26 декабря 1919 — 24 мая 2023) — советский и российский химик. Герой Социалистического Труда (1974), Лауреат Ленинской премии (1972), член-корреспондент Академии наук СССР (1981—1991) и Российской академии наук, доктор химических наук (1966), профессор (1968).
Директор Государственного союзного научно-исследовательского института органической химии и технологии Министерства химической промышленности СССР (1961—1978) и Института физиологически активных веществ АН СССР (1978—1989).

## Биография
Родился в деревне Тонеево Казанского уезда Казанской губернии, в настоящее время не существует, затоплена при подъёме воды Куйбышевского водохранилища. Из крестьян. В детстве с родителями переехал в бывшее барское имение, ставшее поселком Середняк. Здесь вырос, окончил начальную школу и пятый класс в селе Лаишево.
После пятого класса старший брат, работавший в городе Москве милиционером, забрал мальчика к себе. Здесь он окончил в 1937 году среднюю школу и поступил в Московский институт советской кооперативной торговли, но не окончил и первого курса. В 1938 году добровольно поступил в Военную академию химической защиты имени К. Е. Ворошилова.
С началом Великой Отечественной войны четвёртый курс перевели на ускоренные курсы начальников химслужбы полков, бригад и дивизий. С октября 1941 года воентехник 2-го ранга Мартынов в должности начхима 238-й стрелковой дивизии участвовал в боях под Москвой, был ранен. После госпиталя продолжал службу в тыловых частях Калининского фронта, преподавал на курсах младших лейтенантов. В 1942 году вступил в ВКП((б). Со временем добился возвращения на передовую. К лету 1944 года подполковник Мартынов был помощником начальника отдела военно-химического управления 1-го Белорусского фронта.
В августе 1944 года был отозван на Высшие академические курсы в Москву. Здесь встретил день Победы. В июне победного 1945 года как хорошо знающий французский язык, был определён на военно-дипломатическую службу в Отдел протокола и связи Советской военной администрации в Германии. Занимался там «французским направлением».
В 1947 году вернулся в Академию химзащиты, на инженерный факультет. Учился на отлично, получал Сталинскую стипендию, стал полковником — самым молодым в химвойсках. По окончании учёбы стал работать в Управлении химических войск Министерства обороны, в Научно-техническом комитете. В 1957 году защитил кандидатскую диссертацию, посвященную титрованию фторолефинов окислами азота. Научным руководителем был академик И. Л. Кнунянц. В 1958 году полковник Мартынов уволен в запас.
В том же 1958 году пришел на работу в Государственный союзный научно-исследовательский институт органической химии и технологии Министерства химической промышленности СССР. Был назначен заместителем директора института по научной работе. В 1961 году возглавил институт и руководил им 18 лет. В 1966 году защитил докторскую диссертацию, в 1968 году стал профессором.
Основные работы — в области синтетической органической химии. Проводил исследования, связанные с созданием методов синтеза и изучением свойств фтор- и фосфорорганических соединений. Разработал общие методы нитрования полигалогенолефинов и на этой основе создал способ синтеза α-нитрокарбоновых кислот, α- аминокислот и их производных, галогеннитроалканов и галогеннитрозоалканов. Синтезировал более 100 фосфорилированных оксимов.
В те годы институт, возглавляемый Мартыновым, являлся одним из ведущих в области разработки и технологий производства химического оружия. В начале 1970-х годов в институте была проведена разработка промышленного метода получения и освоение технологии производства зоман, был создан метод производства фосфорорганического отравляющего вещества второго поколения — советского V-газа. Промышленный выпуск V-газа был налажен в 1972 году на Челябинском производственном объединении «Химпром» им. Ленинского комсомола.
В 1978 году был создан Институт физиологически активных веществ АН СССР. Директором Института в сентябре того же года был назначен крупный организатор фундаментальных и прикладных исследований и новых химических производств в системе Министерства химической промышленности СССР, профессор Мартынов И. В. Институт должен был вести комплексные исследования: хорошие синтетические разработки должны сопровождаться биохимическими, физиологическими, физико-химическими исследованиями. Институт в большом объёме выполнял работы по закрытым спецтематикам, получившим высокую оценку заказчиков. Также в институте велась разработка рекомендаций по практическому использованию физиологически активных веществ в медицине, сельском хозяйстве и в других отраслях экономики.
В 1981 году избран членом-корреспондентом Академии наук СССР. Руководил Институтом ФАВ до 1989 года. После ухода на пенсию не порвал связей с институтом, оставался Советником при дирекции, членом ученого совета института.
За время научной деятельности Мартынов подготовил 6 докторов наук и более 20 кандидатов наук, автор более 400 научных работ, в числе которых 150 – авторские свидетельства на изобретения. Значительное число научных работ выполнено по закрытым специальным тематикам.
С 30 сентября 2018 года, после смерти Василия Григорьевича Солодовникова, являлся старейшим живущим членом-корреспондентом РАН.
Жил в городе Черноголовка Московской области.
Скончался в ночь на 24 мая 2023 года на 104-м году жизни. Похоронен на кладбище села Макарово городского округа Черноголовка Московской области (сектор 1).

## Награды
- Герой Социалистического Труда  (3 апреля 1974) — за выдающиеся успехи в выполнении специального задания Правительства СССР,
- Два ордена Ленина (20 апреля 1971, 3 апреля 1974),
- Ленинская премия (1972) — за разработку промышленного метода получения и освоение технологии производства фосфорорганического боевого отравляющего вещества второго поколения — зомана,
- Орден Октябрьской революции (25 декабря 1979),[3]
- Орден Трудового Красного Знамени (28 мая 1966),
- Орден Отечественной войны 2-й степени (6 ноября 1985),
- Два ордена Красной Звезды (29 июня 1944, 3 ноября 1953),
- Медаль «За боевые заслуги» (20 июня 1949),
- Медаль «За оборону Москвы» (1 мая 1944),
- Медаль «За победу над Германией в Великой Отечественной войне 1941–1945 гг.» (9 мая 1945),
- «Почётный химик СССР»,
- Благодарность Президента Российской Федерации (27 октября 2000) — за большой вклад в развитие отечественной науки, многолетний добросовестный труд[4]
- Знак «За заслуги перед Московской областью» I степени (2019),[5]
- Другие медали СССР и РФ.